# Krimpen aan den IJssel
Krimpen aan den IJssel este o comună și o localitate în provincia Olanda de Sud, Țările de Jos. Localitatea este situată în estul aglomerației orașului Rotterdam.